# Arsames (sátrapa da Cilícia)
Arsames (em grego: Ἀρσάμης; romaniz.: Arsámēs; m. 333 a.C.) foi um sátrapa do Império Aquemênida na Cilícia em 334/3 a.C..

## Nome
Arsames (Ἀρσάμης, Arsámēs) ou Arsamas (Ἀρσάμας, Arsámas) são as formas gregas do persa antigo Arxama (𐎠𐎼𐏁𐎠𐎶, Aršāma; de *(w)r̥šā, "touro, heroi", e *amah, "poder, força"), "ter a força de um herói". Foi registrado em aramaico como Arxã (ʾršm), em acadiano como Arxã (𒅈𒃻𒄠 / 𒅈𒌑, ⁠Aršam⁠), Arxama (𒅈𒃻𒄠𒈠 / 𒅈𒃻𒄠𒈠𒀪, ⁠Aršama / Aršamaʾ) e Arxamu (𒅈𒌑𒈬, Aršamu), em elamita como Irxama (𒅕𒐼𒈠, ⁠Iršama⁠) e Irxauma (𒅕𒐼𒌝𒈠, Iršauma⁠) e em armênio como Arxã (Արշամ, Aršam). A forma feminina, Arsame (Ἀρσαμη, Arsamē), derivada de *Arxama (*Aršāmā), é atestada na filha de Dario, o Grande (r. 522–486 a.C.).

## Vida
Arsames sucedeu Mazeu na posição de sátrapa da Cilícia. Participou da Batalha de Granico, onde lutou com sua cavalaria na ala esquerda, junto com Arsites e Mêmnon de Rodes. Foi capaz de sobreviver àquela batalha e fugir à capital da Cilícia, Tarso. Lá, estava planejando uma política de terra queimada de acordo com a de Memnon, que fez com que os soldados nativos da Cilícia abandonassem seus postos. Também decidiu queimar Tarso até o chão para não cair nas mãos de Alexandre, o Grande, mas foi impedido de fazê-lo pela rápida chegada de Parmênio com as unidades blindadas leves que tomaram a cidade. Depois disso, Arsames fugiu para Dario, que estava na Síria. Foi morto na batalha de Isso (atual Turquia) em 333 a.C.